# Ankit Tiwari
Ankit Tiwari (cuyo nombre verdadero es Ankur Tewari, nacido el 6 de marzo de 1990, Kanpur) es un compositor, cantante de playback y 
director musical de televisión de Bollywood indio. Recibió elogios por su canción titulada, Sunn Raha Hai para la película Aashiqui 2.

## Biografía
Él proviene de Kanpur, India.  Su padre tiene un estudio de grabación y su madre también es cantante, que interpreta temas musicales devocionales. Desde niño se sentaba con ellos durante la práctica y se entrenó bajo la tutela de Vinod Kumar Dwivedi. Solía practicar durante casi 12 horas al día. Estudió en el Jugal Devi Saraswati Vidya Mandir, en Kanpur.

## Carrera
Ha compuesto temas musicales para películas como Aashiqui 2, Do Dooni Chaar, Saheb Biwi Aur gángster y Ek Villain. 
Tiwari trabajó con canales de televisión, incluyendo como Sony TV, Star Plus y Colors, produciendo fondos calificativos en algunas de sus telenovelas. Interpretó también temas musicales para algunas de sus producciones. En 2011, compuso un tema musical para un álbum devocional titulado "Saregama Sai Ki Tasveer", producido por Richa Sharma.
Su canción en esta película, "Sunn Raha Hai" y una otra canción de la película "Galliyan", logró conseguir la aclamación de todo el mundo, convirtiéndose un himno dedicada al amor 

## Filmografía
Lista seleccionada
- Do Dooni Chaar
- Saheb Biwi Aur Gangster
- Aashiqui 2
- Issaq
- Dil rangeela
- Samrat & Co.
- Desi Magic
- The Xpose
- Ek Villain
- Shaatir
- Sai Ki Tasveer